# 赫爾頓維爾 (印地安納州)
赫爾頓維爾（英語：Heltonville）是位於美國印第安納州勞倫斯縣的一個非建制地區。該地的面積和人口皆未知。